# اسمارت رودستر

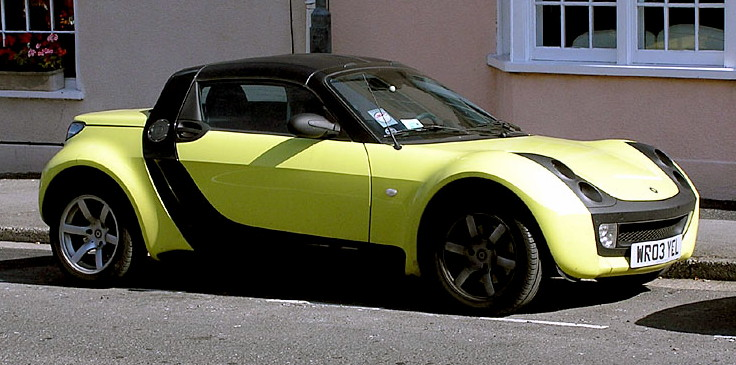

اسمارت رودستر (Smart Roadster) خودرویی است که در سال‌های ۲۰۰۳–۲۰۰۶تولید شده‌است.
این خودرو در کلاس رودستر قرار گرفته و است. سیستم جعبه‌دندهٔ آن ۶ دنده به صورت خودکار است.